# العذراء المرضعة

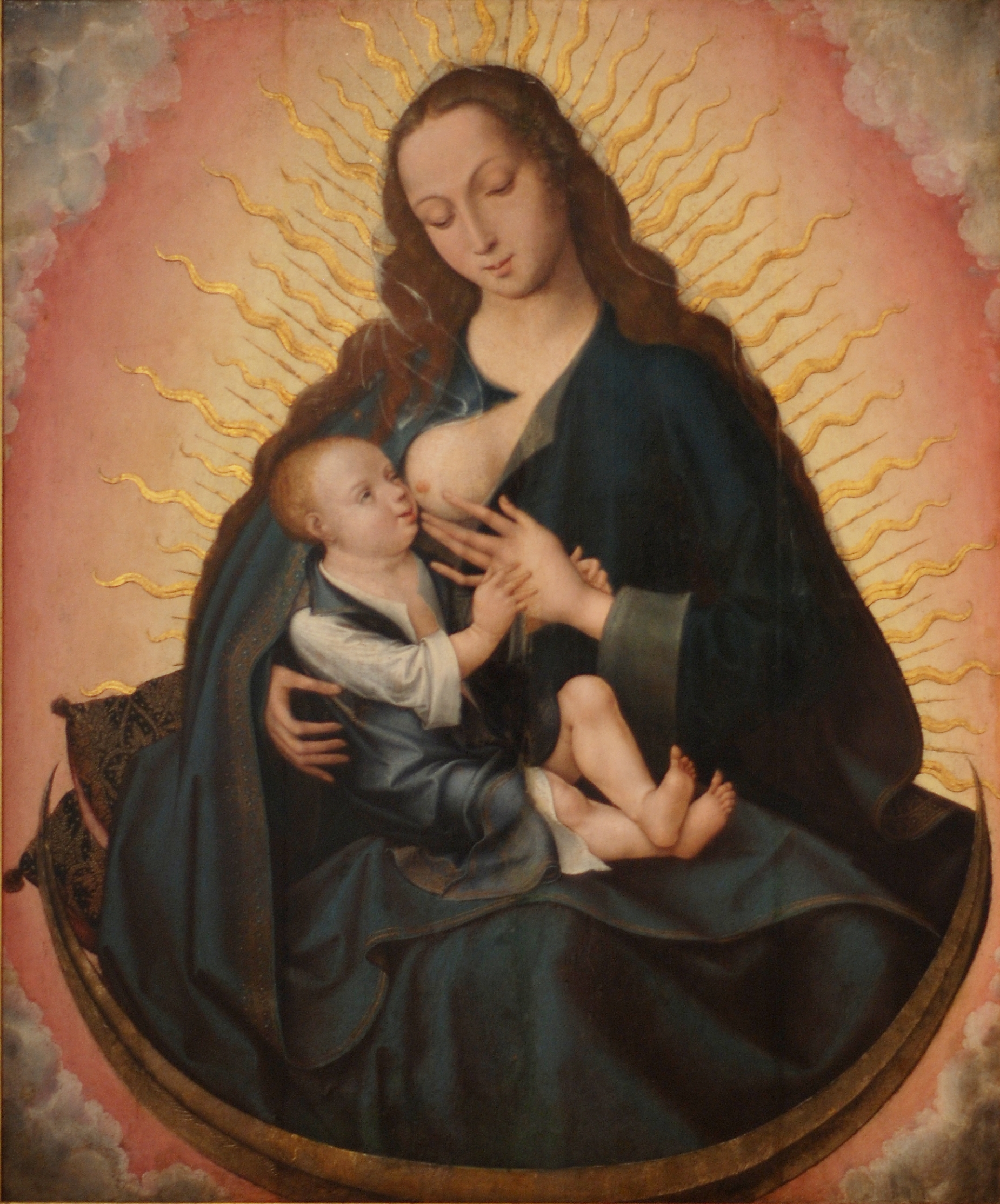
العذراء المرضعة لرسام غير معروف من بروج من القرن السادس عشر في البرتغال.

العذراء المرضعة أو مادونا المرضعة، هي أيقونة تظهر فيها مريم العذراء ترضع يسوع الرضيع.
الصور التي ذُكرت من قِبل البابا غريغوري الأول، وتصاوير الفسيفساء ربما من القرن الثاني عشر على واجهة سانتا ماريا في عصر النهضة في تراستفري روما، على الرغم من أمثلة أخرى قليلة بقيت لحد الآن من أواخر العصور الوسطى. ويتواصل العثور عليها في الأيقونات الأرثوذكسية (كما Galaktotrophousa في اليونانية، Mlekopitatelnitsa والروسية)، وخاصةً في روسيا.
يبدو استخدام هذا التصوير قد أحيا مع قانون السِسْترسيّن القرن الثاني عشر، كجزء من تصاعد الاعتمام في اللاهوت المريمي (ماريولوجيا) والتفان. واعتبر الحليب "الدم المعالج"، و حليب العذراء إلى حد ما يوازي دور دم المسيح.
وكانت الرضاعة الطبيعية في العصور الوسطى تعطى عادةً إلى المرضعات من قِبل الطبقات الوسطى والعليا، وربطت صورة العذراء كمثال التواضع، الصورة أظهرت العذراء في الملابس العادية أكثر من الجلباب الملكي في صور تتويج العذراء، وغالباً ما تجلس على الأرض. كان ظهور عدد كبير من مثل هذه الرسوم في توسكانا في أوائل القرن ال14 نوعاً من الثورة البصرية اللاهوتية في ذلك الوقت، بالمقارنة مع صورة ملكة السماء. كانت أيضاً ذات شعبية في أيبيريا. بعد مجمع ترنت في منتصف القرن 16، الذي منع العري في الموضوعات الدينية، فبدأ استخدام أيقونة العذراء المرضعة بالتلاشي.
نوع آخر من الصور، التي اُنتقدت أيضاً بعد مجمع ترنت، أظهر مريم العذراء عارية الصدر في لفتة تقليدية إنثوية إلى المسيح عندما يطلب الرحمة من أجل الخطاة في أيقونة ديسيس أو مشاهد يوم القيامة. وخير مثال منحوتة الهواء الطلق في القديس أغوستينو في سان جيمنيانو، حسب B. Gozzoli، ورسمت للاحتفال بنهاية وباء الطاعون.

## رمزية الرضاعة

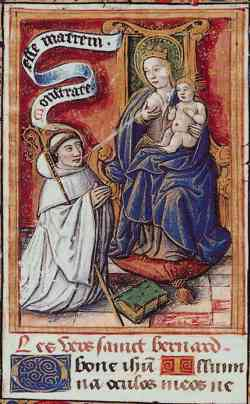
برنارد ياخذ اللبن من ثدي مادونا، المشهد من كاثدرائية شباير في ألمانيا عام 1146.

وكصورة مقاربة، والمعروفة باسم رضاعة القديس برنارد، برنارد من كليرفو، وهي معجزة أو رؤية متعلقة بالقدييس برنارد من كليرفو حيث ترش العذراء الحليب على شفتيه (في بعض الإصدارات وهو مستيقظ، وهو في الصلاة قبل ظهور صورة مادونا، وفي حالات أخرى نائم). في الايقونة يجسد عادة وهو راكع امام العذراء المرضعة، وكما يسوع يأخذ استراحة من الرضاعة، العذراء تعصر صدرها وفيرش اللبن القديس، في كثير من الأحيان يطير اللبن مسافة كبيرة. وقيل إن الحليب بأشكال مختلفة قد أعطاه الحكمة، وأظهرت أن العذراء كانت والدته (وهذا للبشرية عموما)، أو شفت التهاب العين الذي كان يشكو منه. في هذا النموذج وصلت العذراء المرضعة إلى الفن الباروكي.